# Trần Đăng Khoa (doanh nhân)
Trần Đăng Khoa (sinh năm 1970, biệt danh: Khoa khàn, Khoa Keangnam) là doanh nhân người Việt Nam. Ông là một trong các cổ đông sáng lập và là Chủ tịch Hội đồng quản trị đầu tiên của Công ty cổ phần đầu tư địa ốc Đại Quang Minh. Ông là người nổi tiếng trong thị trường bất động sản Việt Nam.

## Tiểu sử
Trần Đăng Khoa sinh năm 1970.
Trần Đăng Khoa có biệt danh Khoa khàn vì ông có giọng nói khàn, và biệt danh Khoa Keangnam vì trong giai đoạn từ năm 2007 đến năm 2009 ông từng là trợ lý chủ tịch Công ty Keangnam Vina, chủ đầu tư khu Tổ hợp Keangnam Hanoi Landmark Tower ở Hà Nội.
Năm 2006, Trần Đăng Khoa và hai Việt kiều từ Cộng hòa Séc thành lập Công ty cổ phần đầu tư Mai Linh. Công ty cổ phần đầu tư Mai Linh là chủ đầu tư dự án Golden Palace (dự án Tổ hợp văn phòng – trung tâm thương mại – căn hộ cao cấp tại K1, Mễ Trì, Hà Nội) với diện tích gần 2ha, bao gồm 3 tòa tháp 30 tầng nổi tổng 1.000 căn hộ và 4 tầng hầm.
Ngày 22 tháng 3 năm 2011, Trần Đăng Khoa đồng sáng lập Công ty cổ phần đầu tư địa ốc Đại Quang Minh với vốn điều lệ 4200 tỉ đồng, trong đó ông nắm 17,5% vốn điều lệ tương ứng với 735 tỉ đồng, còn Công ty cổ phần đầu tư Mai Linh nắm 37,5%, Công ty cổ phần ô tô Trường Hải (THACO) nắm 45%. Trần Đăng Khoa giữ chức Chủ tịch Hội đồng quản trị công ty này. Công ty này là chủ đầu tư và phát triển dự án siêu đô thị Sala nằm trong khu Đô thị tài chính quốc tế Thủ Thiêm trị giá 2,2 tỷ USD.
Cuối năm 2014, Trần Đăng Khoa cùng vợ là bà Nguyễn Thị Minh Hồng và một cổ đông khác đã thành lập Công ty cổ phần Bất động sản Hồng Ngân với vốn điều lệ 1300 tỉ đồng. Công ty này là chủ đầu tư Dự án Khu chức năng đô thị Thành phố Xanh tại Cầu Diễn, quận Nam Từ Liêm, Hà Nội rộng 17,6ha với tổng vốn đầu tư 7.900 tỷ đồng.
Trần Đăng Khoa được cho là người kín đáo, và không trả lời phỏng vấn của báo chí.
Tháng 2 năm 2017, Công ty cổ phần Đầu tư Mai Linh do Trần Đăng Khoa và các cổ đông khác làm chủ đã được Ủy ban nhân dân thành phố Hà Nội chấp thuận làm chủ đầu tư dự án Golden Palace A (Dự án Công viên giải trí, Trường học và Tổ hợp Nhà ở, Thương mại, Dịch vụ Golden Palace A, tại phường Mễ Trì và Phú Đô, quận Nam Từ Liêm). Dự án này là Tổ hợp tháp dầu khí rộng 206.337 m2 (hơn 20 ha) với tổng vốn đầu tư khoảng 4.460 tỷ đồng.
Tháng 3 năm 2017, ông cùng vợ là bà Nguyễn Thị Minh Hồng thành lập Công ty trách nhiệm hữu hạn Bất động sản và Thương mại Hồng Phúc Quang với vốn điều lệ 20 tỉ đồng, trong đó ông nắm 51% và vợ 49%, vợ ông là người đại diện pháp luật cho công ty. Công ty này là chủ đầu tư Dự án khách sạn Senla Boutique ở số 111 Hai Bà Trưng, phường Bến Nghé, quận 1, TP HCM (rộng 789 m2 ở góc ngã tư đường Hai Bà Trưng và đường Lê Thánh Tôn, TPHCM) thay cho Công ty trách nhiệm hữu hạn Diệp Bạch Dương của doanh nhân Dương Thị Bạch Diệp từ tháng 8 năm 2017.

## Gia đình
Vợ ông là bà Nguyễn Thị Minh Hồng.